# こまつ座
こまつ座（こまつざ）は、日本の劇団。1983年結成。井上ひさし作の戯曲のみを上演する演劇制作集団である。

## 概要
1983年に創立し、翌1984年『頭痛肩こり樋口一葉』で旗揚げ公演を行う。以降、『きらめく星座』『花よりタンゴ』『小林一茶』などの作品を公演している。劇場用パンフレットとして『the座』がひさしの前口上、後口上やシナリオなどを載せて発行された。
井上がガン告知された2009年から三女の井上（石川）麻矢が代表を務めている。立ち上げ時の座長は当時の妻であった好子であり、1987年から2001年までは長女の井上都が代表を務めた。
唯一の座付き作家である井上の遅筆により、公演中止や幕開け初日の延期による公演期間短縮などを何度か起こしている。特に離婚をめぐる騒動が大きかった。当時の『泣き虫なまいき石川啄木』の啄木と妻・節子、啄木の友人・宮崎郁雨との三角関係が重なっているという。
公演ごとに外部から演出家や出演者を招くスタイルをとっており、そのため、こまつ座劇団員は約10名と、ごく少数に限られている。また公演の多くは紀伊國屋サザンシアター TAKASHIMAYAを使用している。
2008年には、『闇に咲く花』にて第8回バッカーズ演劇奨励賞を受賞した。
2010年4月に井上ひさしが病死した直後には、井上の秘書役の社員が後始末に追われて過労で自殺し、労働基準監督署に労災認定された。
2013年に初演された『木の上の軍隊』は、井上ひさしが生前にこまつ座での上演を画策していたものを残されたメモ書きを元に蓬莱竜太が脚本化したもので、2016年にこまつ座の第115回公演として上演している（2019年には、第127回公演として全国6都市にて再演）。

## 上演作品
公演日・劇場は原則として東京公演を記載。

### 通常公演
| 公演    | 作品名                                                                    | 演出         | 主な出演者                            | 公演期間                  | 劇場                                            |
| ------- | ------------------------------------------------------------------------- | ------------ | ------------------------------------- | ------------------------- | ----------------------------------------------- |
| 第1回   | 頭痛肩こり樋口一葉                                                        | 木村光一     | 風間舞子、上月晃                      | 1984年4月5日 - 4月19日    | 紀伊國屋ホール                                  |
| 第2回   | 日本人のへそ                                                              | 栗山民也     | 平田満、石田えり                      | 1985年1月12日 - 1月31日   | 紀伊國屋ホール                                  |
| 第3回   | 頭痛肩こり樋口一葉                                                        | 木村光一     | 大塚道子、風間舞子                    | 1985年3月 - 6月           |                                                 |
| 第4回   | きらめく星座                                                              | 井上ひさし   | 夏木マリ、橋本功                      | 1985年9月5日 - 9月21日    | 紀伊國屋ホール                                  |
| 第5回   | 國語元年                                                                  | 栗山民也     | 下條正巳、春日宏美                    | 1986年1月16日 - 2月3日    | 紀伊國屋ホール                                  |
| 第6回   | イーハトーボの劇列車                                                      | 木村光一     | 大橋吾郎、松熊信義                    | 1986年3月13日 - 3月30日   | 本多劇場                                        |
| 第7回   | 泣き虫なまいき石川啄木                                                    | 木村光一     | 平田満、石田えり                      | 1986年6月6日 - 6月22日    | 紀伊國屋ホール                                  |
| 第8回   | 花よりタンゴ                                                              | 栗山民也     | ハナ肇、春日宏美                      | 1986年9月27日 - 10月25日  | 紀伊國屋ホール                                  |
| 第9回   | 國語元年                                                                  | 栗山民也     | 佐藤B作、春日宏美                     | 1987年3月17日 - 3月24日   | 紀伊國屋ホール                                  |
| 第10回  | 雨                                                                        | 木村光一     | 名古屋章、江波杏子                    | 1987年6月13日 - 6月30日   | 紀伊國屋ホール                                  |
| 第11回  | きらめく星座                                                              | 井上ひさし   | 夏木マリ、橋本功                      | 1987年9月4日 - 9月23日    | 紀伊國屋ホール                                  |
| 第12回  | 闇に咲く花                                                                | 栗山民也     | 河原崎建三、たかお鷹                  | 1987年10月9日 - 10月14日  | 紀伊國屋ホール                                  |
| 第13回  | 雪やこんこん                                                              | 鵜山仁       | 市原悦子、草薙幸二郎                  | 1987年10月26日 - 11月12日 | 紀伊國屋ホール                                  |
| 第14回  | 雪やこんこん                                                              | 鵜山仁       | 市原悦子、草薙幸二郎                  | 1988年4月19日 - 4月30日   | 紀伊國屋ホール                                  |
| 第15回  | 頭痛肩こり樋口一葉                                                        | 木村光一     | 天久美智子、安奈淳                    | 1988年7月13日 - 7月22日   | 紀伊國屋ホール                                  |
| 第16回  | イヌの仇討                                                                | 木村光一     | 江波杏子、すまけい                    | 1988年9月22日 - 10月9日   | 紀伊國屋ホール                                  |
| 第17回  | 闇に咲く花                                                                | 栗山民也     | 河原崎建三、たかお鷹                  | 1989年4月8日 - 4月16日    | 紀伊國屋ホール                                  |
| 第18回  | 決定版 十一ぴきのネコ                                                     | 木村光一     | 嵯峨周平、たかお鷹                    | 1989年9月2日 - 9月16日    | 紀伊國屋ホール                                  |
| 第19回  | 人間合格                                                                  | 鵜山仁       | 風間杜夫、すまけい                    | 1989年12月15日 - 12月26日 | 紀伊國屋ホール                                  |
| 第20回  | 小林一茶                                                                  | 木村光一     | 清水明彦、すまけい                    | 1990年9月9日 - 9月22日    | 紀伊國屋ホール                                  |
| 第21回  | シャンハイムーン                                                          | 木村光一     | 安奈淳、小野武彦                      | 1991年3月4日 - 3月10日    | 前進座劇場                                      |
| 第22回  | 頭痛肩こり樋口一葉                                                        | 木村光一     | あみくみちこ、風間舞子                | 1991年7月4日 - 7月21日    | サンシャイン劇場                                |
| 第23回  | しみじみ日本・乃木大将                                                    | 木村光一     | すまけい、山本亘                      | 1991年9月4日 - 9月23日    | 紀伊國屋ホール                                  |
| 第24回  | 雪やこんこん                                                              | 鵜山仁       | 市原悦子、草薙幸二郎                  | 1991年11月15日 - 12月4日  | 紀伊國屋ホール                                  |
| 第25回  | きらめく星座                                                              | 木村光一     | 河内桃子、沖恂一郎                    | 1992年2月20日 - 3月10日   | 紀伊國屋ホール                                  |
| 第26回  | 人間合格                                                                  | 栗山民也     | 風間杜夫、すまけい                    | 1992年9月18日 - 10月7日   | 紀伊國屋ホール                                  |
| 第27回  | 日本人のへそ                                                              | 栗山民也     | 江波杏子、大高洋夫                    | 1992年11月26日 - 12月15日 | 紀伊國屋ホール                                  |
| 第28回  | イーハトーボの劇列車                                                      | 木村光一     | 清水明彦、仲恭司                      | 1993年4月3日 - 4月18日    | 紀伊國屋ホール                                  |
| 第29回  | マンザナ、わが町                                                          | 鵜山仁       | 川口敦子、神保共子                    | 1993年7月7日 - 7月11日    | 紀伊國屋ホール                                  |
| 第30回  | シャンハイムーン                                                          | 木村光一     | 高橋長英、安南潤                      | 1993年10月23日 - 11月7日  | 紀伊國屋ホール                                  |
| 第31回  | オセロゲーム                                                              |              |                                       | 公演中止                  |                                                 |
| 第32回  | 頭痛肩こり樋口一葉                                                        | 木村光一     | 大塚道子、新橋耐子                    | 1994年5月9日 - 5月25日    | 紀伊國屋ホール                                  |
| 第33回  | 雨                                                                        | 木村光一     | 辻萬長、金井大                        | 1994年7月8日 - 7月24日    | 紀伊國屋ホール                                  |
| 第34回  | 父と暮せば                                                                | 鵜山仁       | すまけい、梅沢昌代                    | 1994年9月3日 - 9月18日    | 紀伊國屋ホール                                  |
| 第35回  | 黙阿彌オペラ                                                              | 栗山民也     | 辻萬長、大高洋夫                      | 1995年1月31日 - 2月3日    | シアターコクーン                                |
| 第36回  | たいこどんどん                                                            | 木村光一     | 佐藤B作、沖恂一郎                     | 1995年4月13日 - 5月2日    | 紀伊國屋ホール                                  |
| 第37回  | マンザナ、わが町                                                          | 鵜山仁       | 川口敦子、篠崎はるく                  | 1995年6月2日 - 6月18日    | 紀伊國屋ホール                                  |
| 第38回  | 父と暮せば                                                                | 鵜山仁       | すまけい、梅沢昌代                    | 1995年8月11日 - 8月15日   | ベニサンピット                                  |
| 第39回  | 父と暮せば                                                                | 鵜山仁       | すまけい、梅沢昌代                    | 1995年11月15日 - 12月2日  | 紀伊國屋ホール                                  |
| 第40回  | きらめく星座                                                              | 木村光一     | 岡まゆみ、沖恂一郎                    | 1996年3月8日 - 3月17日    | 東京芸術劇場中ホール                            |
| 第41回  | 頭痛肩こり樋口一葉                                                        | 木村光一     | 淡路恵子、大西多摩恵                  | 1996年7月11日 - 7月28日   | 紀伊國屋ホール                                  |
| 第42回  | 雨                                                                        | 木村光一     | 辻萬長、村田吉次郎                    | 1996年9月5日 - 9月17日    | 紀伊國屋ホール                                  |
| 第43回  | 普通の生活                                                                |              |                                       | 公演中止                  |                                                 |
| 第44回  | 黙阿彌オペラ                                                              | 栗山民也     | 辻萬長、溝口舜亮                      | 1997年2月28日 - 3月21日   | 紀伊國屋ホール                                  |
| 第45回  | 父と暮せば                                                                | 鵜山仁       | すまけい、梅沢昌代                    | 1997年8月15日 - 8月16日   | 大田区民プラザ                                  |
| 第46回  | 花よりタンゴ                                                              | 栗山民也     | 久野綾希子、三浦リカ                  | 1997年10月3日 - 10月19日  | 紀伊國屋サザンシアター                          |
| 第47回  | マンザナ、わが町                                                          | 鵜山仁       | 川口敦子、神保共子                    | 1997年12月13日 - 12月21日 | 紀伊國屋ホール                                  |
| 第48回  | 人間合格                                                                  | 鵜山仁       | 渡辺いっけい、辻萬長                  | 1998年6月12日 - 6月28日   | 紀伊國屋サザンシアター                          |
| 第49回  | 父と暮せば                                                                | 鵜山仁       | 前田吟、春風ひとみ                    | 1998年6月30日 - 7月5日    | 紀伊國屋サザンシアター                          |
| 第50回  | 貧乏物語                                                                  | 栗山民也     | 倉野章子、藤谷美紀                    | 1998年10月7日 - 11月3日   | 紀伊國屋サザンシアター                          |
| 第51回  | イーハトーボの劇列車                                                      | 木村光一     | 村田雄浩、森山潤久                    | 1999年2月5日 - 2月21日    | 紀伊國屋ホール                                  |
| 第52回  | 父と暮せば                                                                | 鵜山仁       | 沖怐一郎、斉藤とも子                  | 1999年5月31日 - 6月6日    | 紀伊國屋サザンシアター                          |
| 第53回  | 頭痛肩こり樋口一葉                                                        | 木村光一     | 有森也実、安奈淳                      | 1999年7月19日 - 7月31日   | 紀伊國屋サザンシアター                          |
| 第54回  | きらめく星座                                                              | 木村光一     | 犬塚弘、岡まゆみ                      | 1999年10月22日 - 11月3日  | 紀伊國屋ホール                                  |
| 第55回  | 闇に咲く花                                                                | 栗山民也     | 名古屋章、益岡徹                      | 1999年11月8日 - 11月28日  | 紀伊國屋ホール                                  |
| 第56回  | 雪やこんこん                                                              | 栗山民也     | 宮本信子、西本裕行                    | 1999年12月3日 - 12月23日  | 紀伊國屋ホール                                  |
| 第57回  | 黙阿彌オペラ                                                              | 栗山民也     | 辻萬長、大高洋夫                      | 2000年2月5日 - 2月19日    | 紀伊國屋ホール                                  |
| 第58回  | 連鎖街のひとびと                                                          | 鵜山仁       | 辻萬長、木場勝己                      | 2000年6月19日 - 7月2日    | 紀伊國屋ホール                                  |
| 第59回  | 父と暮せば                                                                | 鵜山仁       | 沖怐一郎、斉藤とも子                  | 2000年8月18日 - 9月11日   |                                                 |
| 第60回  | 化粧二題                                                                  | 鈴木裕美     | 辻萬長、西山水木                      | 2000年10月23日 - 11月5日  | 紀伊國屋ホール                                  |
| 第61回  | 泣き虫なまいき石川啄木                                                    | 鈴木裕美     | 高橋和也、細川直美                    | 2001年3月1日 - 3月23日    | 紀伊國屋ホール                                  |
| 第62回  | 父と暮せば                                                                | 鵜山仁       | 沖怐一郎、斉藤とも子                  | 2001年6月5日 - 6月7日     | モスクワ・エトセトラ劇場                        |
| 第63回  | 闇に咲く花                                                                | 栗山民也     | 名古屋章、千葉哲也                    | 2001年8月14日 - 8月26日   | 紀伊國屋ホール                                  |
| 第64回  | 連鎖街のひとびと                                                          | 鵜山仁       | 辻萬長、木場勝己                      | 2001年12月12日 - 12月23日 | 紀伊國屋ホール                                  |
| 第65回  | 國語元年                                                                  | 栗山民也     | 佐藤B作、土居裕子                     | 2002年3月7日 - 3月24日    | 紀伊國屋ホール                                  |
| 第66回  | 太鼓たたいて笛ふいて                                                      | 栗山民也     | 大竹しのぶ、梅沢昌代                  | 2002年7月25日 - 8月7日    | 紀伊國屋サザンシアター                          |
| 第67回  | 雨                                                                        | 木村光一     | 辻萬長、沖恂一郎                      | 2002年10月27日 - 11月8日  | 紀伊國屋ホール                                  |
| 第68回  | 人間合格                                                                  | 鵜山仁       | 大高洋夫、梨本謙次郎                  | 2003年3月12日 - 3月30日   | 紀伊國屋サザンシアター                          |
| 第69回  | 兄おとうと                                                                | 鵜山仁       | 辻萬長、剣幸                          | 2003年5月13日 - 5月31日   | 紀伊國屋ホール                                  |
| 第70回  | 頭痛肩こり樋口一葉                                                        | 木村光一     | 有森也実、大塚道子                    | 2003年8月15日 - 8月26日   | 紀伊國屋サザンシアター                          |
| 第71回  | 紙屋町さくらホテル                                                        | 鵜山仁       | 辻萬長、土居裕子                      | 2003年12月4日 - 12月21日  | 紀伊國屋ホール                                  |
| 第72回  | 太鼓たたいて笛ふいて                                                      | 栗山民也     | 大竹しのぶ、梅沢昌代                  | 2004年4月2日 - 4月29日    | 紀伊國屋サザンシアター                          |
| 第73回  | 父と暮せば                                                                | 鵜山仁       | 西尾まり、辻萬長                      | 2004年7月27日 - 8月1日    | 紀伊國屋サザンシアター                          |
| 第74回  | 花よりタンゴ                                                              | 栗山民也     | 小林勝也、旺なつき                    | 2004年8月6日 - 8月22日    | 紀伊國屋サザンシアター                          |
| 第75回  | 円生と志ん生                                                              | 鵜山仁       | 角野卓造、辻萬長                      | 2005年2月5日 - 2月27日    | 紀伊國屋ホール                                  |
| 第76回  | 國語元年                                                                  | 栗山民也     | 佐藤B作、土居裕子                     | 2005年6月3日 - 6月12日    | 紀伊國屋ホール                                  |
| 第77回  | 父と暮せば                                                                | 鵜山仁       | 西尾まり、辻萬長                      | 2005年6月14日 - 6月15日   | 紀伊國屋ホール                                  |
| 第78回  | 小林一茶                                                                  | 木村光一     | 北村有起哉、高橋長英                  | 2005年9月8日 - 9月25日    | 紀伊國屋サザンシアター                          |
| 第79回  | 兄おとうと                                                                | 鵜山仁       | 辻萬長、剣幸                          | 2006年1月19日 - 2月5日    | 紀伊國屋ホール                                  |
| 第80回  | 紙屋町さくらホテル                                                        | 鵜山仁       | 辻萬長、土居裕子                      | 2006年8月6日 - 8月20日    | 紀伊國屋ホール                                  |
| 第81回  | 私はだれでしょう                                                          | 栗山民也     | 佐々木蔵之介、浅野ゆう子              | 2007年1月22日 - 2月25日   | 紀伊國屋サザンシアター                          |
| 第82回  | 紙屋町さくらホテル                                                        | 鵜山仁       | 辻萬長、中川安奈                      | 2007年4月29日 - 5月5日    | 俳優座劇場                                      |
| 第83回  | 円生と志ん生                                                              | 鵜山仁       | 角野卓造、辻萬長                      | 2007年11月14日 - 12月2日  | 紀伊國屋サザンシアター                          |
| 第84回  | 人間合格                                                                  | 鵜山仁       | 岡本健一、山西惇                      | 2008年2月10日 - 3月16日   | 紀伊國屋サザンシアター                          |
| 第85回  | 父と暮せば                                                                | 鵜山仁       | 栗田桃子、辻萬長                      | 2008年6月13日 - 6月22日   | 紀伊國屋サザンシアター                          |
| 第86回  | 闇に咲く花                                                                | 栗山民也     | 石母田史朗、浅野雅博                  | 2008年8月15日 - 8月31日   | 紀伊國屋サザンシアター                          |
| 第87回  | 太鼓たたいて笛ふいて                                                      | 栗山民也     | 大竹しのぶ、梅沢昌代                  | 2008年11月21日 - 12月20日 | 紀伊國屋サザンシアター                          |
| 第88回  | 兄おとうと                                                                | 鵜山仁       | 辻萬長、剣幸                          | 2009年7月31日 - 8月16日   | 紀伊國屋サザンシアター                          |
| 第89回  | シャンハイムーン                                                          | 丹野郁弓     | 村井国夫、小嶋尚樹                    | 2010年2月22日 - 3月7日    | 紀伊國屋サザンシアター                          |
| 第90回  | 父と暮せば                                                                | 鵜山仁       | 栗田桃子、辻萬長                      | 2010年8月10日 - 8月12日   | あうるすぽっと （豊島区立舞台芸術交流センター） |
| 第91回  | 水の手紙少年口伝隊一九四五                                                | 栗山民也     | 青木花、岡野真那美                    | 2010年11月12日 - 11月21日 | 紀伊國屋サザンシアター                          |
| 第92回  | 化粧                                                                      | 鵜山仁       | 平淑恵                                | 2011年1月8日 - 1月16日    | 紀伊國屋ホール                                  |
| 第93回  | 日本人のへそ                                                              | 栗山民也     | 石丸幹二、笹本玲奈                    | 2011年3月8日 - 3月27日    | シアターコクーン                                |
| 第94回  | 父と暮せば                                                                | 鵜山仁       | 辻萬長、栗田桃子                      | 2011年8月17日 - 8月24日   | 紀伊國屋サザンシアター                          |
| 第95回  | キネマの天地                                                              | 栗山民也     | 麻実れい、三田和代                    | 2011年9月5日 - 10月1日    | 紀伊國屋サザンシアター                          |
| 第96回  | 雪やこんこん                                                              | 鵜山仁       | 高畑淳子、金内喜久夫                  | 2012年2月19 - 3月11日     | 紀伊國屋サザンシアター                          |
| 第97回  | 闇に咲く花                                                                | 栗山民也     | 辻萬長、石母田史朗                    | 2012年4月19日 - 4月29日   | 紀伊國屋サザンシアター                          |
| 第98回  | 芭蕉通夜舟                                                                | 鵜山仁       | 坂東三津五郎、坂東八大                | 2012年8月17日 - 9月2日    | 紀伊國屋サザンシアター                          |
| 第99回  | うかうか三十、ちょろちょろ四十                                            | 鵜山仁       | 藤井隆、福田沙紀                      | 2013年5月8日 - 6月2日     | 紀伊國屋サザンシアター                          |
| 第100回 | 頭痛肩こり樋口一葉                                                        | 栗山民也     | 小泉今日子、若村麻由美                | 2013年7月11日 - 8月11日   | 紀伊國屋サザンシアター                          |
| 第101回 | イーハトーボの劇列車                                                      | 鵜山仁       | 井上芳雄、辻萬長                      | 2013年10月6日 - 11月17日  | 紀伊國屋サザンシアター                          |
| 第102回 | 太鼓たたいて笛ふいて                                                      | 栗山民也     | 大竹しのぶ、木場勝己                  | 2014年1月16日 - 2月9日    | 紀伊國屋サザンシアター                          |
| 第103回 | 化粧                                                                      | 鵜山仁       | 平淑恵                                | 2014年3月7日 - 3月21日    | 紀伊國屋ホール                                  |
| 第104回 | てんぷくトリオのコント 〜井上ひさしの笑いの原点〜 脚本・監修 ラサール石井 | 青木豪       | 我が家 (坪倉由幸、杉山裕之、谷田部俊) | 2014年6月19日 - 7月6日    | あうるすぽっと                                  |
| 第105回 | 兄おとうと                                                                | 鵜山仁       | 辻萬長、大鷹明良                      | 2014年8月17日 - 8月31日   | 紀伊國屋サザンシアター                          |
| 第106回 | きらめく星座                                                              | 栗山民也     | 秋山菜津子、山西惇                    | 2014年9月8日 - 10月5日    | 紀伊國屋サザンシアター                          |
| 第107回 | 芭蕉通夜舟                                                                | 鵜山仁       | 坂東三津五郎                          | 公演延期                  | 紀伊國屋サザンシアター                          |
| 第108回 | 小林一茶                                                                  | 鵜山仁       | 和田正人、石井一孝                    | 2015年4月6日 - 4月29日    | 紀伊國屋ホール                                  |
| 第109回 | 東憲司版 戯作者銘々伝                                                     | 東憲司       | 北村有起哉、新妻聖子                  | 2015年5月24日 - 6月14日   | 紀伊國屋サザンシアター                          |
| 第110回 | 父と暮せば                                                                | 鵜山仁       | 辻萬長、栗田桃子                      | 2015年7月6日 - 7月20日    | 紀伊國屋サザンシアター                          |
| 第111回 | 國語元年                                                                  | 栗山民也     | 八嶋智人、朝海ひかる                  | 2015年9月1日 - 9月23日    | 紀伊國屋サザンシアター                          |
| 第112回 | 十一ぴきのネコ                                                            | 長塚圭史     | 北村有起哉、中村まこと                | 2015年10月1日 - 10月17日  | 紀伊國屋サザンシアター                          |
| 第113回 | マンザナ、わが町                                                          | 鵜山仁       | 土居裕子、熊谷真実                    | 2015年10月3日 - 10月25日  | 紀伊國屋ホール                                  |
| 第114回 | 紙屋町さくらホテル                                                        | 鵜山仁       | 七瀬なつみ、高橋和也                  | 2016年7月5日 - 7月24日    | 紀伊國屋サザンシアター                          |
| 第115回 | 木の上の軍隊                                                              | 栗山民也     | 山西惇、松下洸平                      | 2016年11月10日 - 11月27日 | 紀伊國屋サザンシアター TAKASHIMAYA              |
| 第116回 | 私はだれでしょう                                                          | 栗山民也     | 朝海ひかる、吉田栄作                  | 2017年3月5日 - 3月26日    | 紀伊國屋サザンシアター TAKASHIMAYA              |
| 第117回 | 化粧                                                                      | 鵜山仁       | 平淑恵                                | 2017年4月25日 - 4月30日   | 紀伊國屋ホール                                  |
| 第118回 | イヌの仇討                                                                | 東憲司       | 大谷亮介、彩吹真央                    | 2017年7月5日 - 7月23日    | 紀伊國屋サザンシアター TAKASHIMAYA              |
| 第119回 | 円生と志ん生                                                              | 鵜山仁       | 大森博史、ラサール石井                | 2017年9月8日 - 9月24日    | 紀伊國屋サザンシアター TAKASHIMAYA              |
| 第120回 | きらめく星座                                                              | 栗山民也     | 秋山菜津子、山西惇                    | 2017年11月5日 - 11月23日  | 紀伊國屋サザンシアター TAKASHIMAYA              |
| 第121回 | たいこどんどん                                                            | ラサール石井 | 柳家喬太郎、江端英久                  | 2018年5月5日 - 5月20日    | 紀伊國屋サザンシアター TAKASHIMAYA              |
| 第122回 | 父と暮せば                                                                | 鵜山仁       | 山崎一、伊勢佳世                      | 2018年6月5日 - 6月17日    | 俳優座劇場                                      |
| 第123回 | マンザナ、わが町                                                          | 鵜山仁       | 土居裕子、熊谷真実                    | 2018年9月7日 - 9月15日    | 紀伊國屋ホール                                  |
| 第124回 | 母と暮せば                                                                | 栗山民也     | 富田靖子、松下洸平                    | 2018年10月5日 - 10月21日  | 紀伊國屋ホール                                  |
| 第125回 | どうぶつ会議                                                              | 田中麻衣子   | 栗原類、池谷のぶえ                    | 2019年1月24日 - 2月3日    | 新国立劇場 小劇場 THE PIT                       |
| 第126回 | イーハトーボの劇列車                                                      | 長塚圭史     | 松田龍平                              | 2019年2月5日 - 2月24日    | 紀伊國屋ホール                                  |
| 第127回 | 木の上の軍隊                                                              | 栗山民也     | 山西惇、松下洸平                      | 2019年5月11日 - 5月19日   | 紀伊國屋サザンシアター TAKASHIMAYA              |
| 第128回 | 化粧二題                                                                  | 鵜山仁       | 内野聖陽、有森也実                    | 2019年6月3日 - 6月16日    | 紀伊國屋サザンシアター TAKASHIMAYA              |
| 第129回 | 日の浦姫物語                                                              | 鵜山仁       | 朝海ひかる、平埜生成                  | 2019年9月6日 - 9月23日    | 紀伊國屋サザンシアター TAKASHIMAYA              |
| 第130回 | イヌの仇討                                                                | 東憲司       | 大谷亮介、彩吹真央                    | 2020年1月17日 - 1月19日   | 横浜市泉区民文化センターテアトルフォンテ        |
| 第131回 | きらめく星座                                                              | 栗山民也     | 松岡依都美、久保酎吉                  | 2020年3月10日 - 3月15日   | 紀伊國屋サザンシアター TAKASHIMAYA              |
| 第132回 | 雪やこんこん                                                              | 鵜山仁       | 熊谷真実、辻萬長                      | 公演中止                  | 紀伊國屋サザンシアター TAKASHIMAYA              |
| 第133回 | 人間合格                                                                  | 鵜山仁       | 青柳翔、塚原大介                      | 2020年7月6日 - 7月23日    | 紀伊國屋サザンシアター TAKASHIMAYA              |
| 第134回 | 私はだれでしょう                                                          | 栗山民也     | 朝海ひかる、吉田栄作                  | 2020年10月9日 - 10月22日  | 紀伊國屋サザンシアター TAKASHIMAYA              |
| 第135回 | 日本人のへそ                                                              | 栗山民也     | 井上芳雄、小池栄子                    | 2021年3月6日 - 3月28日    | 紀伊國屋サザンシアター TAKASHIMAYA              |
| 第136回 | 父と暮せば                                                                | 鵜山仁       | 山崎一、伊勢佳世                      | 2021年5月21日 - 5月30日   | 紀伊國屋サザンシアター TAKASHIMAYA              |
| 第137回 | 母と暮せば                                                                | 栗山民也     | 富田靖子、松下洸平                    | 2021年7月3日 - 7月14日    | 紀伊國屋ホール                                  |
| 第138回 | 化粧二題                                                                  | 鵜山仁       | 内野聖陽、有森也実                    | 2021年8月17日 - 8月29日   | 紀伊國屋サザンシアター TAKASHIMAYA              |
| 第139回 | 雨                                                                        | 栗山民也     | 山西惇、倉科カナ                      | 2021年9月18日 - 9月26日   | 世田谷パブリックシアター                        |
| 第140回 | 雪やこんこん                                                              | 鵜山仁       | 熊谷真実、真飛聖                      | 2021年12月17日 - 12月26日 | 紀伊國屋サザンシアター TAKASHIMAYA              |
| 第141回 | 貧乏物語                                                                  | 栗山民也     | 保坂知寿、安藤聖                      | 2022年4月5日 - 4月24日    | 紀伊國屋サザンシアター TAKASHIMAYA              |
| 第142回 | 紙屋町さくらホテル                                                        | 鵜山仁       | 七瀬なつみ、高橋和也                  | 2022年7月3日 - 7月18日    | 紀伊國屋サザンシアター TAKASHIMAYA              |
| 第143回 | 頭痛肩こり樋口一葉                                                        | 栗山民也     | 貫地谷しほり、若村麻由美              | 2022年8月5日 - 8月28日    | 紀伊國屋サザンシアター TAKASHIMAYA              |
| 第144回 | イヌの仇討                                                                | 東憲司       | 大谷亮介、彩吹真央                    | 2022年11月3日 - 11月12日  | 紀伊國屋ホール                                  |
| 第145回 | 吾輩は漱石である                                                          | 鵜山仁       | 鈴木壮麻、賀来千香子                  | 2022年11月12日 - 11月27日 | 紀伊國屋サザンシアター TAKASHIMAYA              |
| 第146回 | きらめく星座                                                              | 栗山民也     | 松岡依都美、久保酎吉                  | 2023年4月8日 - 4月23日    | 紀伊國屋サザンシアター TAKASHIMAYA              |
| 第147回 | 闇に咲く花                                                                | 栗山民也     | 山西惇、松下洸平                      | 2023年8月4日 - 8月30日    | 紀伊國屋サザンシアター TAKASHIMAYA              |
| 第148回 | 連鎖街のひとびと                                                          | 鵜山仁       | 高橋和也、千葉哲也                    | 2023年11月9日 - 12月3日   | 紀伊國屋サザンシアター TAKASHIMAYA              |
| 第149回 | 夢の泪                                                                    | 栗山民也     | ラサール石井、秋山菜津子              | 2024年4月6日 - 4月29日    | 紀伊國屋サザンシアター TAKASHIMAYA              |
| 第150回 | 母と暮せば                                                                | 栗山民也     | 富田靖子、松下洸平                    | 2024年8月                 | 紀伊國屋サザンシアター TAKASHIMAYA              |
| 第151回 | 芭蕉通夜舟                                                                | 鵜山仁       | 内野聖陽                              | 2024年10月                | 紀伊國屋サザンシアター TAKASHIMAYA              |
| 第152回 | 太鼓たたいて笛ふいて                                                      | 栗山民也     | 大竹しのぶ、高田聖子                  | 2024年11月                | 紀伊國屋サザンシアター TAKASHIMAYA              |

### 特別公演
| 公演                                                   | 作品名                                      | 演出     | 主な出演者                  | 公演期間                                           | 劇場                                   |
| ------------------------------------------------------ | ------------------------------------------- | -------- | --------------------------- | -------------------------------------------------- | -------------------------------------- |
| 特別公演 '09/3                                         | ムサシ                                      | 蜷川幸雄 | 藤原竜也、小栗旬            | 2009年3月4日 - 4月19日                             | 彩の国さいたま芸術劇場 大ホール        |
| 特別公演 '09/5                                         | きらめく星座                                | 栗山民也 | 愛華みれ、阿部力            | 2009年5月6日 - 5月24日                             | 天王洲 銀河劇場                        |
| 特別公演 '09/9                                         | ゴスペルオーブ ひょっこりひょうたん島を歌う |          | ゴスペルオーブ              | 2009年9月23日                                      | 有楽町朝日ホール                       |
| 特別公演 '09/10                                        | 組曲虐殺                                    | 栗山民也 | 井上芳雄、石原さとみ        | 2009年10月3日 - 10月25日                           | 天王州 銀河劇場                        |
| 特別公演 '10/5                                         | ムサシロンドン・NYバージョン                | 蜷川幸雄 | 藤原竜也、勝地涼            | 2010年5月15日 - 6月10日                            | 彩の国さいたま芸術劇場 大ホール        |
| 井上ひさし追悼公演                                     | 黙阿彌オペラ                                | 栗山民也 | 藤原竜也、北村有起哉        | 2010年7月18日 - 8月22日                            | 紀伊國屋サザンシアター                 |
| こまつ座&ホリプロ                                      | 十一ぴきのネコ                              | 長塚圭史 | 北村有起哉、中村まこと      | 2012年1月10日 - 1月31日                            | 紀伊國屋サザンシアター                 |
| こまつ座&世田谷パブリックシアター                      | 藪原検校                                    | 栗山民也 | 野村萬斎、秋山菜津子        | 2012年6月12日 - 7月1日                             | 世田谷パブリックシアター               |
| こまつ座&ホリプロ                                      | しみじみ日本・乃木大将                      | 蜷川幸雄 | 風間杜夫、根岸季衣          | 2012年7月12日 - 7月29日                            | 彩の国さいたま芸術劇場 大ホール        |
| こまつ座&ホリプロ                                      | 日の浦姫物語                                | 蜷川幸雄 | 大竹しのぶ、藤原竜也        | 2012年11月10日 - 12月2日                           | シアターコクーン                       |
| こまつ座&ホリプロ                                      | 組曲虐殺                                    | 栗山民也 | 井上芳雄、石原さとみ        | 2012年12月7日 - 12月30日                           | 天王洲 銀河劇場                        |
| こまつ座&ホリプロ                                      | 木の上の軍隊                                | 栗山民也 | 藤原竜也、山西惇            | (1)2013年4月5日 - 4月29日 (2)2013年5月3日 - 5月6日 | (1)シアターコクーン (2)天王洲 銀河劇場 |
| こまつ座&ホリプロ                                      | ムサシロンドン・NYバージョン                | 蜷川幸雄 | 藤原竜也、溝端淳平          | 2013年9月27日 - 10月20日                           | 彩の国さいたま芸術劇場 大ホール        |
| こまつ座&ホリプロ                                      | それからのブンとフン                        | 栗山民也 | 市村正親、小池栄子          | (1)2013年9月28日 - 29日 (2)2013年10月3日 - 15日    | (1)神奈川芸術劇場 (2)天王洲 銀河劇場   |
| こまつ座&ホリプロ                                      | ムサシロンドン・NYバージョン                | 蜷川幸雄 | 藤原竜也、溝端淳平          | 2014年3月7日 - 3月15日                             | シアターコクーン                       |
| こまつ座&世田谷パブリックシアター                      | 藪原検校                                    | 栗山民也 | 野村萬斎、中越典子          | 2015年2月23日 - 3月20日                            | 世田谷パブリックシアター               |
| シアターコクーン・オンレパートリー 2015-2016＋こまつ座 | 漂流劇 ひょっこりひょうたん島               | 串田和美 | 井上芳雄、安蘭けい 山下リオ | 2015年12月15日 - 12月28日 2016年2月3日 - 2月11日   | Bunkamuraシアターコクーン              |
| 東宝・こまつ座提携特別公演                             | 頭痛肩こり樋口一葉                          | 栗山民也 | 永作博美                    | 2016年8月5日 - 8月25日                             | シアタークリエ                         |
| こまつ座特別公演                                       | 紙屋町さくらホテル                          | 鵜山仁   | 七瀬なつみ、高橋和也        | 2017年7月28日                                      | 保谷こもれびホール メインホール        |
| こまつ座&世田谷パブリックシアター                      | シャンハイムーン                            | 栗山民也 | 野村萬斎、広末涼子          | 2018年2月18日 - 3月11日                            | 世田谷パブリックシアター               |
| こまつ座&ホリプロ                                      | 組曲虐殺                                    | 栗山民也 | 井上芳雄、上白石萌音        | 2019年10月6日 - 10月27日                           | 天王洲 銀河劇場                        |
| 劇団民藝＋こまつ座                                     | ある八重子物語                              | 丹野郁弓 | 篠田三郎、有森也実          | 2020年12月18日 - 12月27日                          | 東京芸術劇場 シアターイースト          |
| 劇団民藝＋こまつ座                                     | ある八重子物語                              | 丹野郁弓 | 篠田三郎、有森也実          | 2021年6月17日 - 6月27日                            | 紀伊國屋サザンシアター TAKASHIMAYA     |

## 所属俳優
- 辻萬長
- 土屋佑壱